# Sandseryds landskommun
Sandseryds landskommun var en tidigare kommun i Jönköpings län.

## Administrativ historik
När 1862 års kommunalförordningar trädde i kraft den 1 januari 1863 inrättades i Sverige cirka 2 400 landskommuner samt 89 städer och ett mindre antal köpingar. Då inrättades i Sandseryds socken i Tveta härad i Småland denna kommun.
År 1943 ombildades landskommunen till Norrahammars köping.
Hela området tillhör sedan 1971 Jönköpings kommun

## Politik

### Mandatfördelning i Sandseryds landskommun 1938
| 1 | 12 | 2 | 4 | 1 |

| 20 |